# Francisco Pertierra

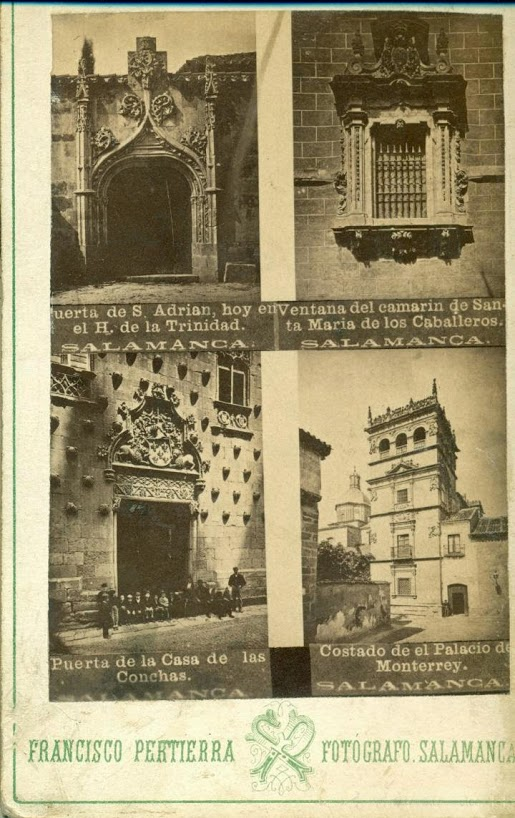
Fotografie architektury, Salamanca, archiv španělské Národní knihovny, 1883

Francisco Pertierra (asi 1820–?) byl španělský fotograf aktivní v 19. století, nejdříve ve Španělsku a později na Filipínách, kde se stal jedním z prvních profesionálních fotografů v této zemi. Fotografoval portréty v ateliéru a také pořizoval fotografie města a architektury, ze kterých potom tiskl pohlednice pro turisty.

## Životopis
Francisco Pertierra začal studovat fotografii v Madridu, kde byl žákem Pedra Martíneza Heberta a vlastní ateliér založil v roce 1864, na adrese Barcelonská 13. O několik let později se přestěhoval do Salamanky, kde založil další studio, i když ne za podmínek, které by si přál. Byl však prvním fotografem, který provozoval ateliér v tomto kastilském městě, původně na náměstí Plaza Mayor.
S vybudováním železnice do Salamanky v roce 1877 dorazil francouzský fotograf Jean Poujade, který již předtím několikrát město navštívil jako cestující fotograf. Poujade se usadil natrvalo a mezi oběma umělci začal konkurenční boj na osobní i profesionální úrovni. To se projevilo v dobových novinách prostřednictvím článků a reklam. Pertierra ve svých reklamách hájil „španělskou fotografii“ a popíral francouzskou nadřazenost v tomto umění. Poujade propagoval svůj ateliér jako součást francouzské kultury, která byla ve své době velmi módní.
Nakonec různé problémy způsobily, že převedl své studio na Josého Olivána a město opustil. V roce 1885 přicestoval na Filipíny a založil studio v Manile na ulici Carriedo číslo popisné 2.
Kromě práce ve studiu začal pracovat jako fotoreportér pro publikace v Madridu a začal se věnovat filmování, přičemž byl jedním z průkopníků v této oblasti na Filipínách.

## Výstavy a knihy
V roce 2006 proběhla výstava Filipiniana, una mirada abierta al pasado y el presente de Filipinas, por primera vez en España (Filipiniana, otevřený pohled na minulost a současnost Filipín, poprvé ve Španělsku) v Paláci Conde Duque. Autorovy práce lze najít v mnoha knihách a článcích o Filipínách, například v knížce El imaginario colonial – Fotografía en Filipinas durante el periodo español (1860–98) (Koloniální imaginární – fotografie na Filipínách během španělského období), kterou napsal Juan Guardiola.

## Galerie

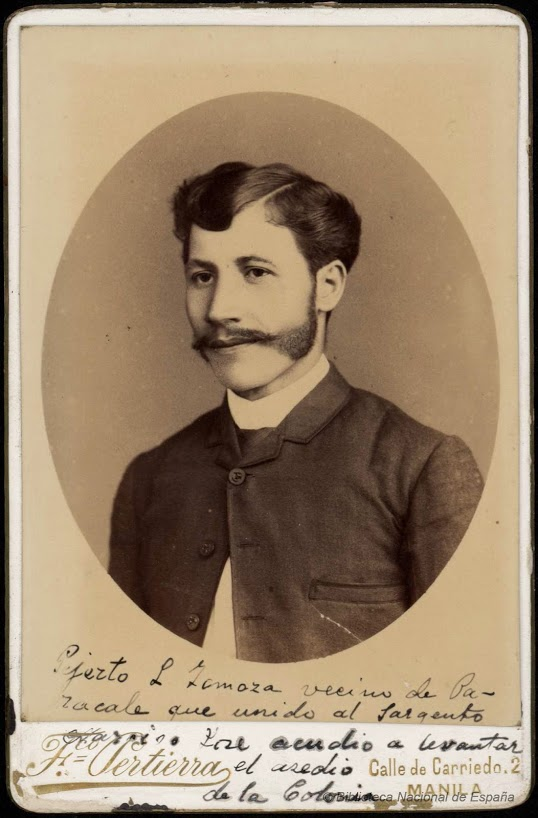
Portrét neznámého muže, fotografie z archivu španělské Národní knihovny, 1885
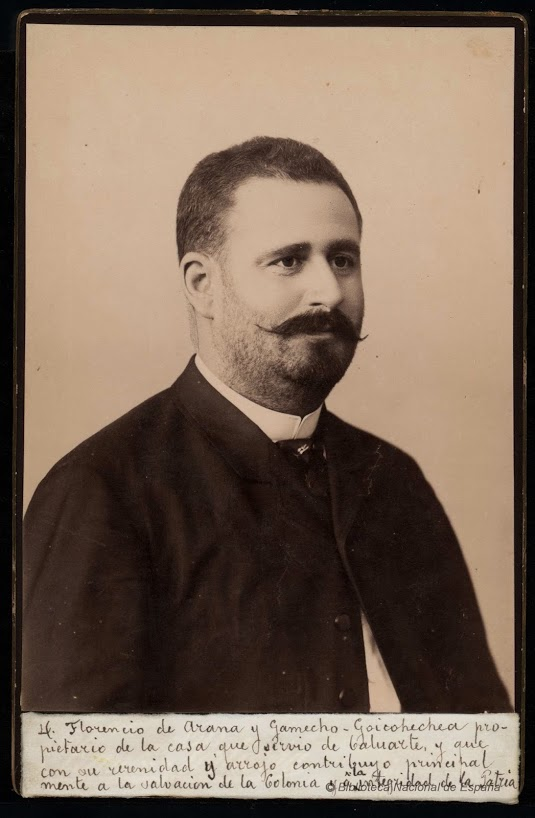
Portrét neznámého muže, fotografie z archivu španělské Národní knihovny, 1885
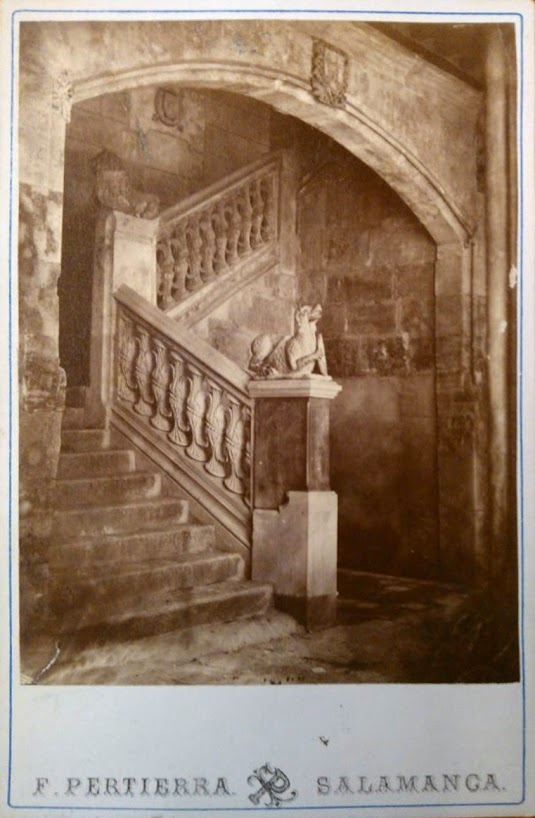
Fotografie architektury, Salamanca, archiv španělské Národní knihovny, 1883
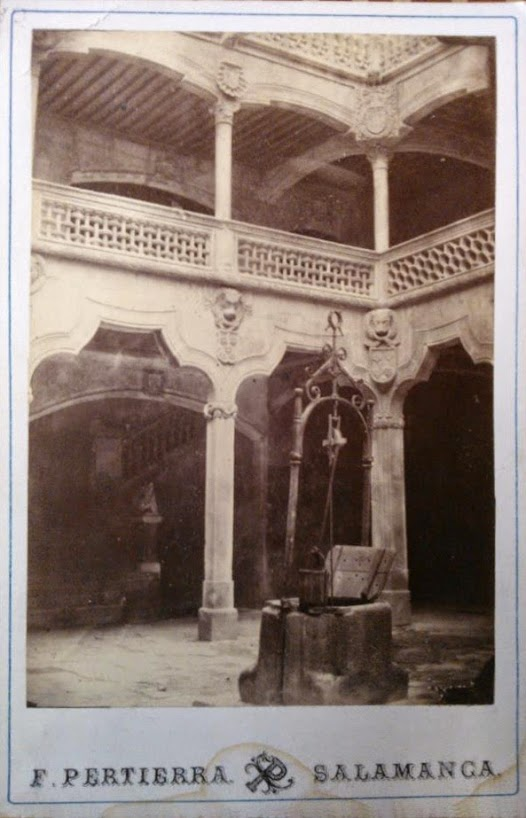
Fotografie architektury, Salamanca, archiv španělské Národní knihovny, 1883